# Octan molybdenatý
Octan molybdenatý je organická sloučenina se vzorcem Mo2(O2CCH3)4. Jedná se o žlutou diamagnetickou pevnou látku, na vzduchu stálou, která se rozpouští v organických rozpouštědlech. Molekula této sloučeniny obsahuje čtvernou vazbu mezi atomy kovu.

## Struktura
Podobně jako mnohé další karboxylátové komplexy má Mo2(O2CCH3)4 lampionovitou strukturu. Každý atom MoII v této molekule má 8 valenčních d-elektronů a je s druhým atomem spojen jednou vazbou σ, dvěma vazbami π, a jednou vazbou δ, čímž vzniká konfigurace vazebných elektronů σ2π4δ2; tyto vazby jsou tvořeny překryvy párů d orbitalů. Na kovová centra jsou jako můstky navázány čtyři acetátové ligandy. Vazby Mo-O mezi atomy molybdenu a kyslíku mají délku 211,9 pm, vzdálenost Mo-Mo činí 209,34 pm.

## Příprava
Mo2(O2CCH3)4 se připravuje reakcí hexakarbonylu molybdenu (Mo(CO)6) s kyselinou octovou; v průběhu přípravy se oddělují CO ligandy z karbonylu a molybden se oxiduje z Mo0 na MoII.
2 Mo(CO)6 + 4 HO2CCH3 → Mo2(O2CCH3)4 + 12 CO + 2 H2
Vedlejšími produkty jsou trojjaderné klastry.
V roce 1960 byla popsána reakce HO2CCH3 a Mo(CO)6. V této době nebyly známy sloučeniny se čtvernými vazbami mezi atomy kovů, autoři studie tak navrhli, že je Mo(O2CCH3)2 tetraedrický. Tento předpoklad byl vyvrácen roku 1965.

## Použití
Mo2(O2CCH3)4 je meziproduktem přípravy dalších sloučenin molybdenu obsahujících čtverné vazby; acetátové ligandy lze nahradit jinými a získat tak další komplexy, například [Mo2Cl8]4− a Mo2Cl4[P(C4H9)3]4.